# Прато (Вибо Валенција)
Прато је насеље у Италији у округу Вибо Валенција, региону Калабрија.
Према процени из 2011. у насељу је живело 137 становника. Насеље се налази на надморској висини од 349 м.